# Codor, Cluj
Codor (în maghiară Kodor) este un sat în comuna Jichișu de Jos din județul Cluj, Transilvania, România.

## Date geografice
Pe teritoriul acestei localități se găsesc izvoare sărate, saramura fiind întrebuințată din vechi timpuri de către localnici. 

## Bibliografie

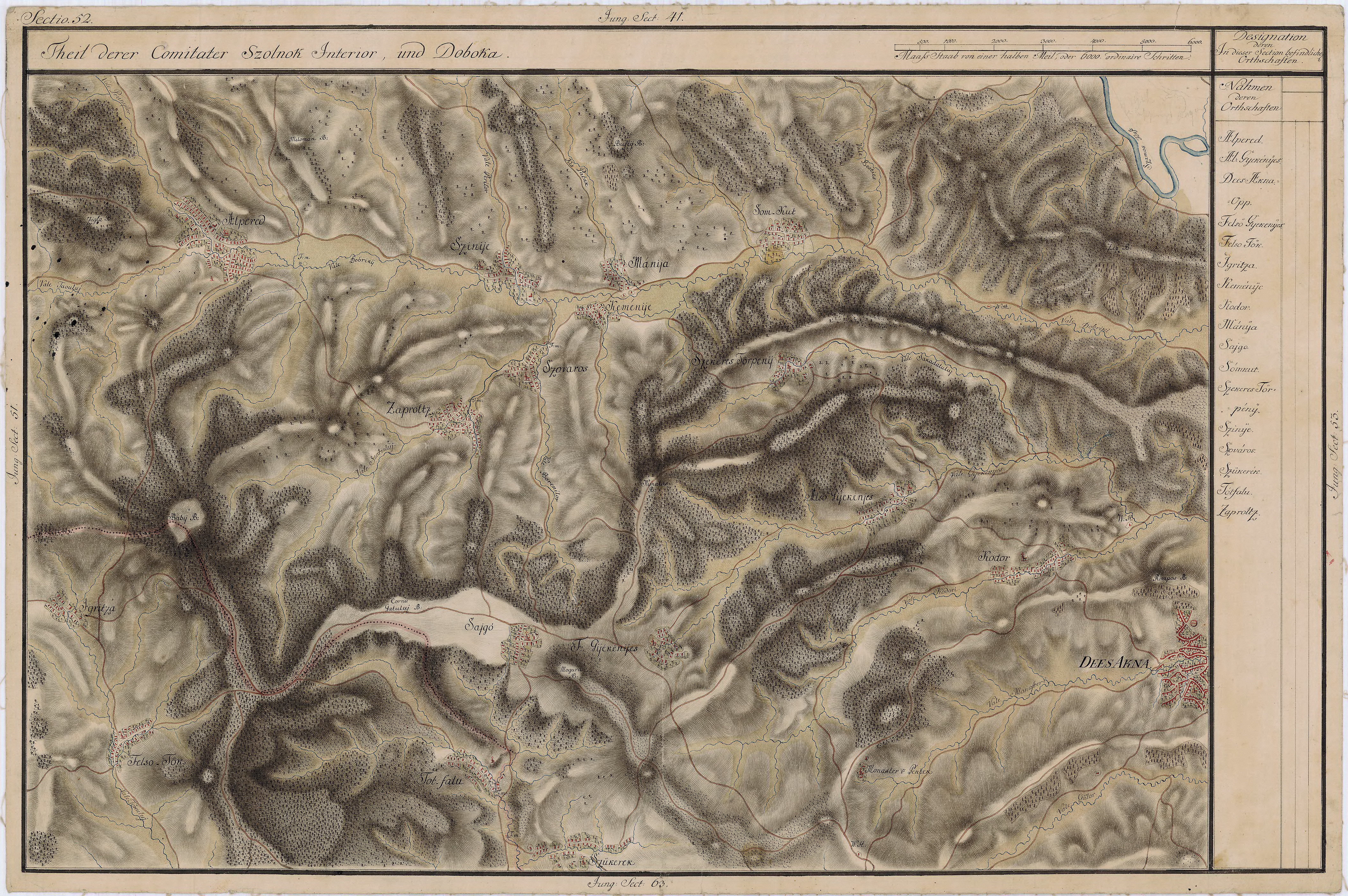
Codor pe Harta Iosefină a Transilvaniei, 1769-1773

## Imagini

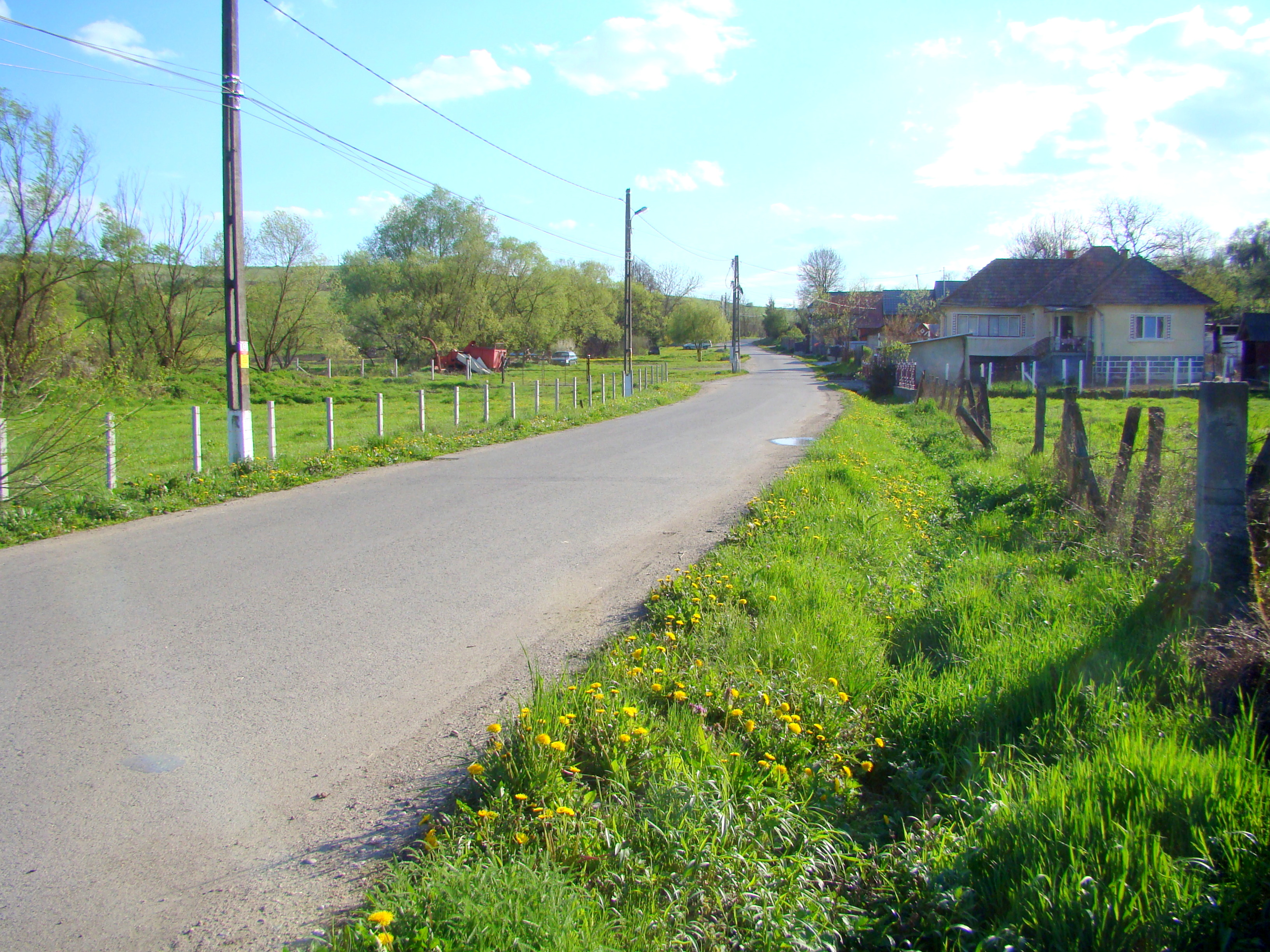
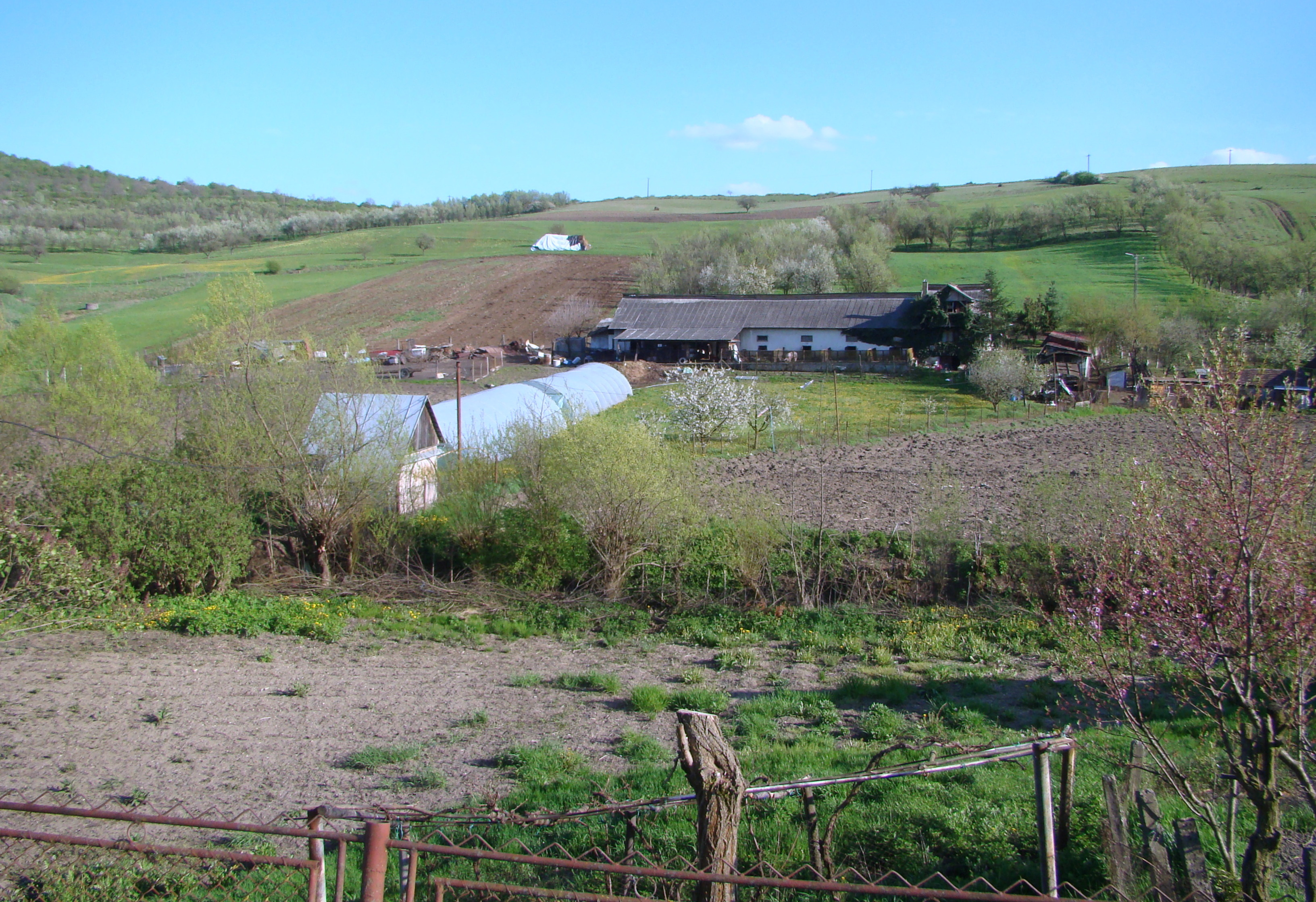
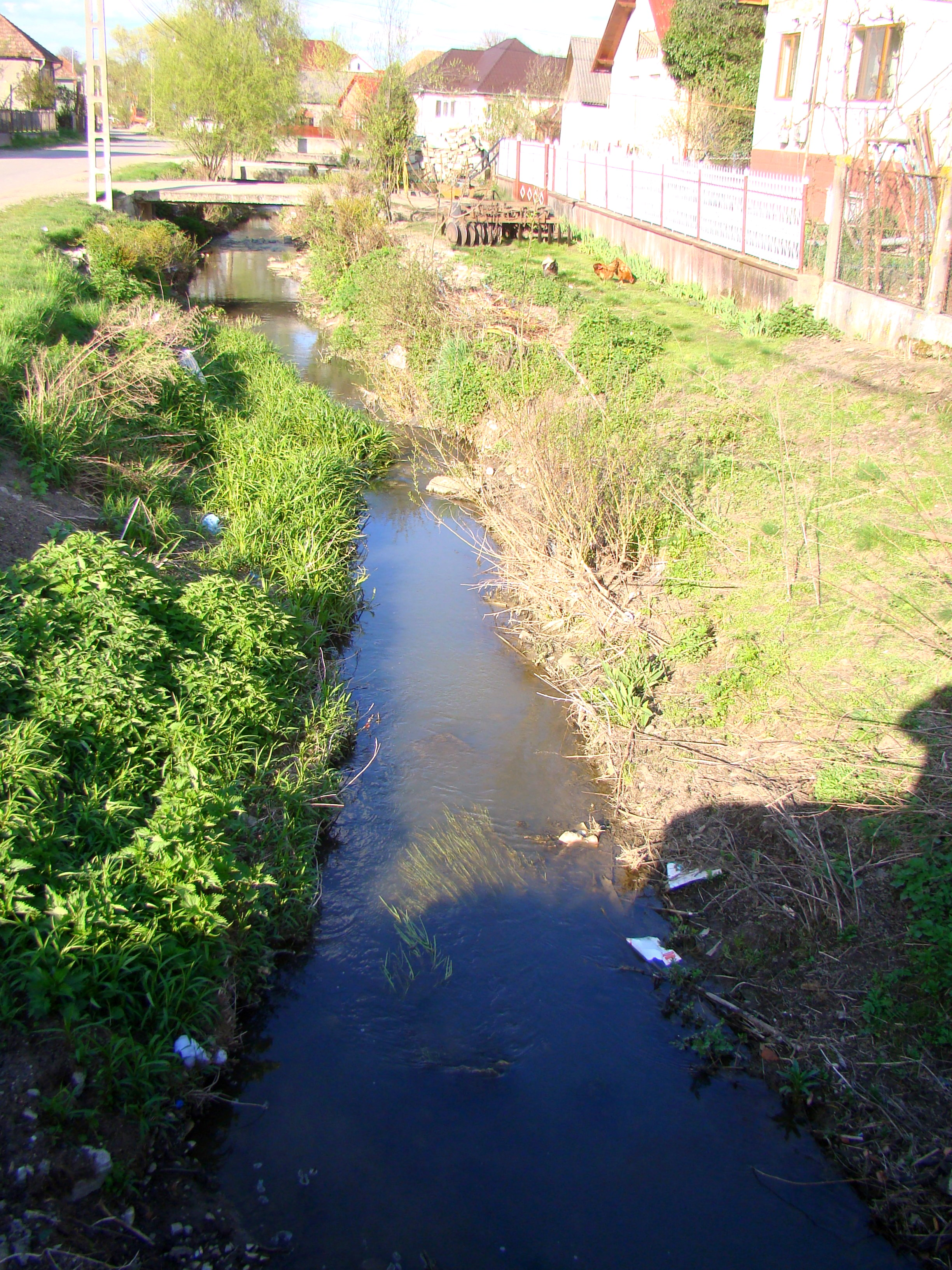
Valea Codorului
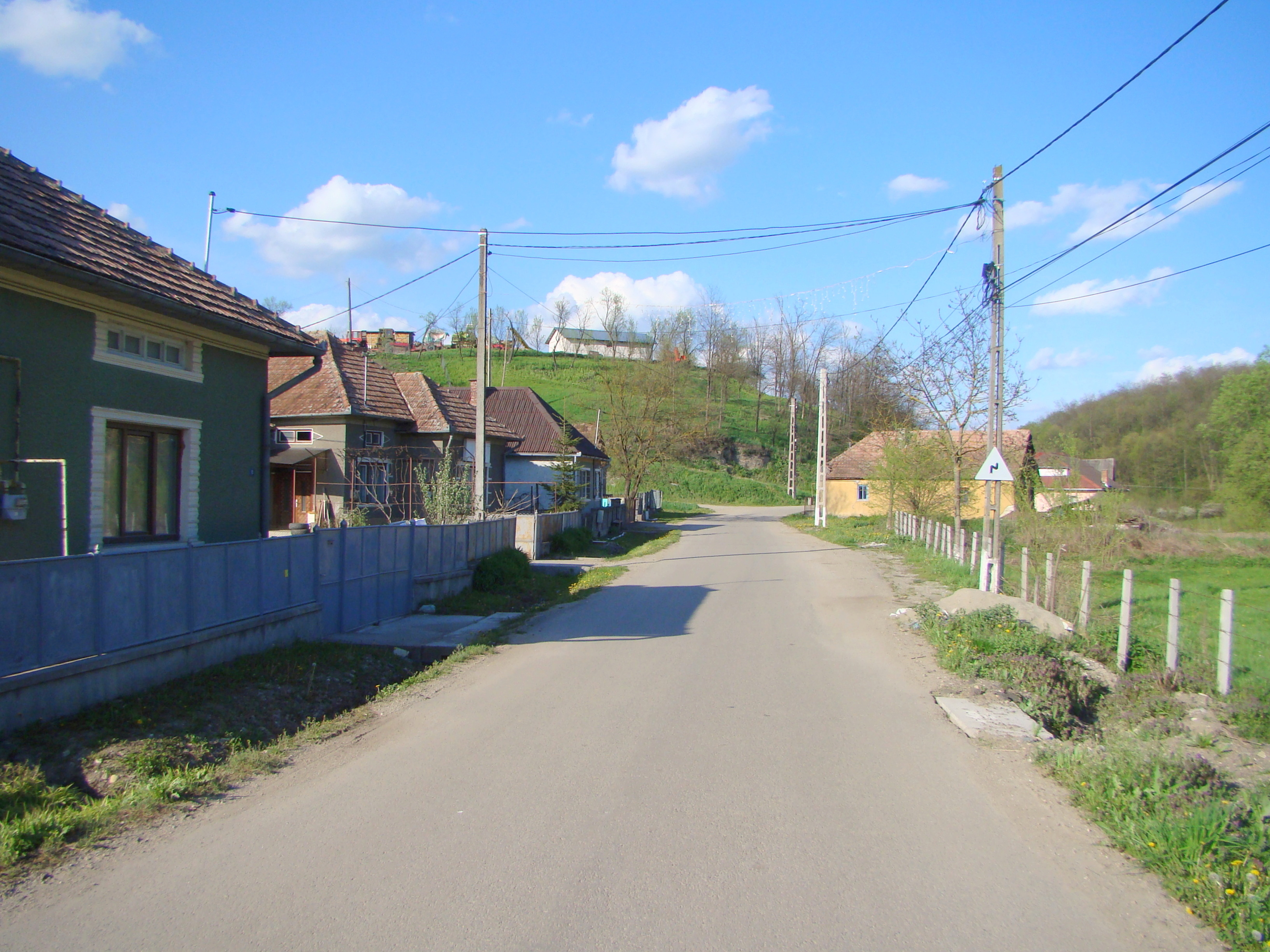
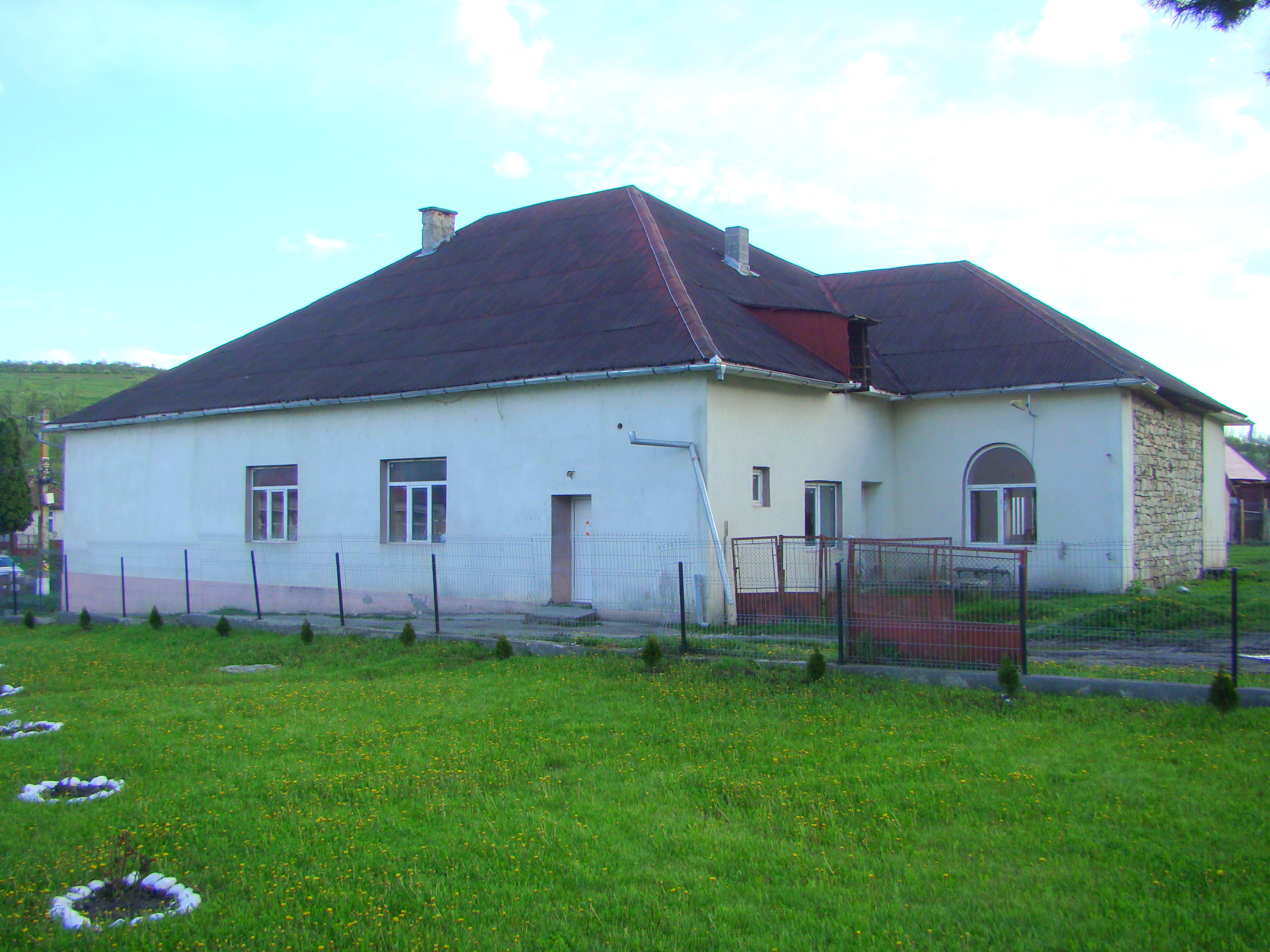
Căminul cultural
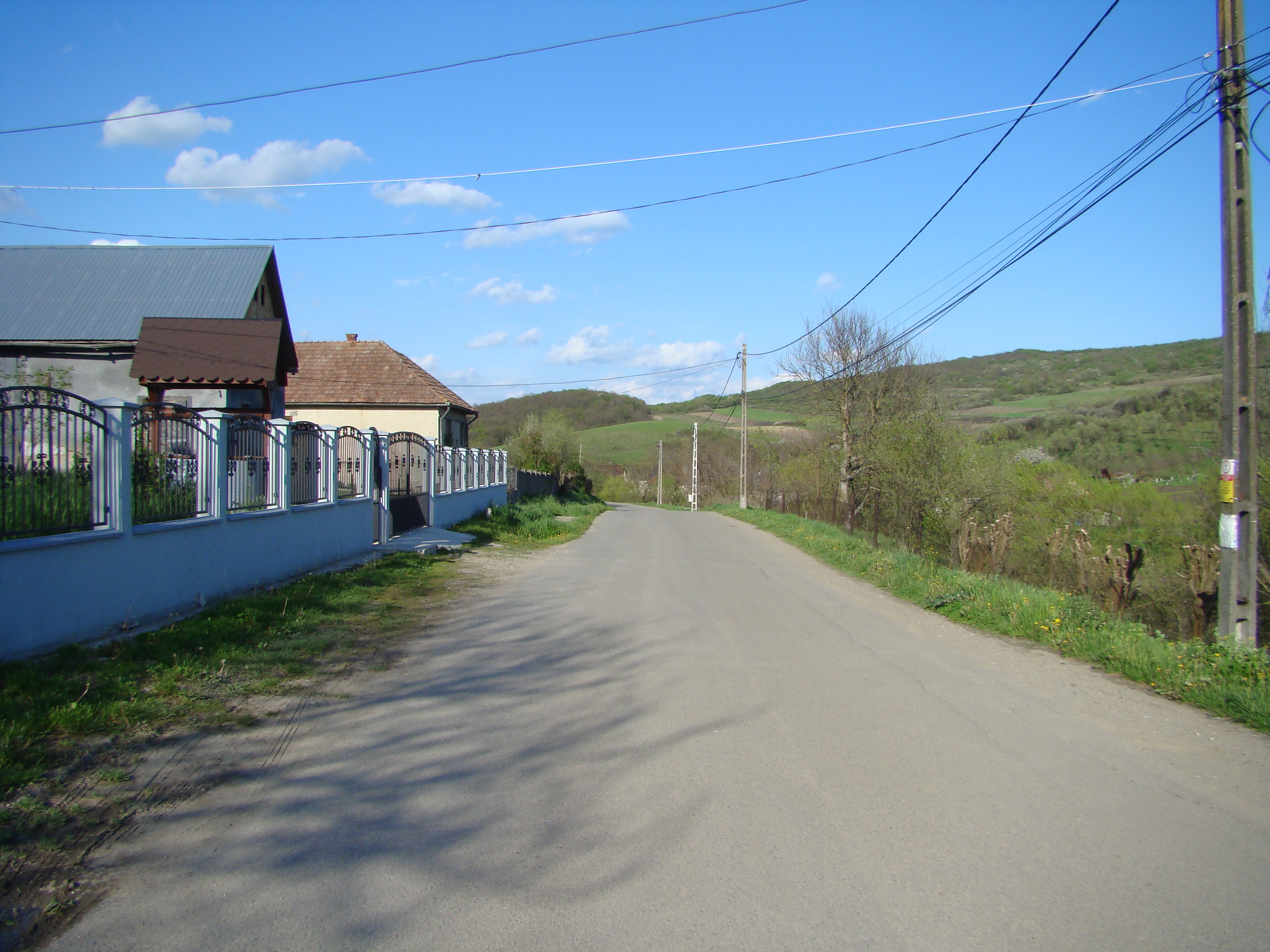
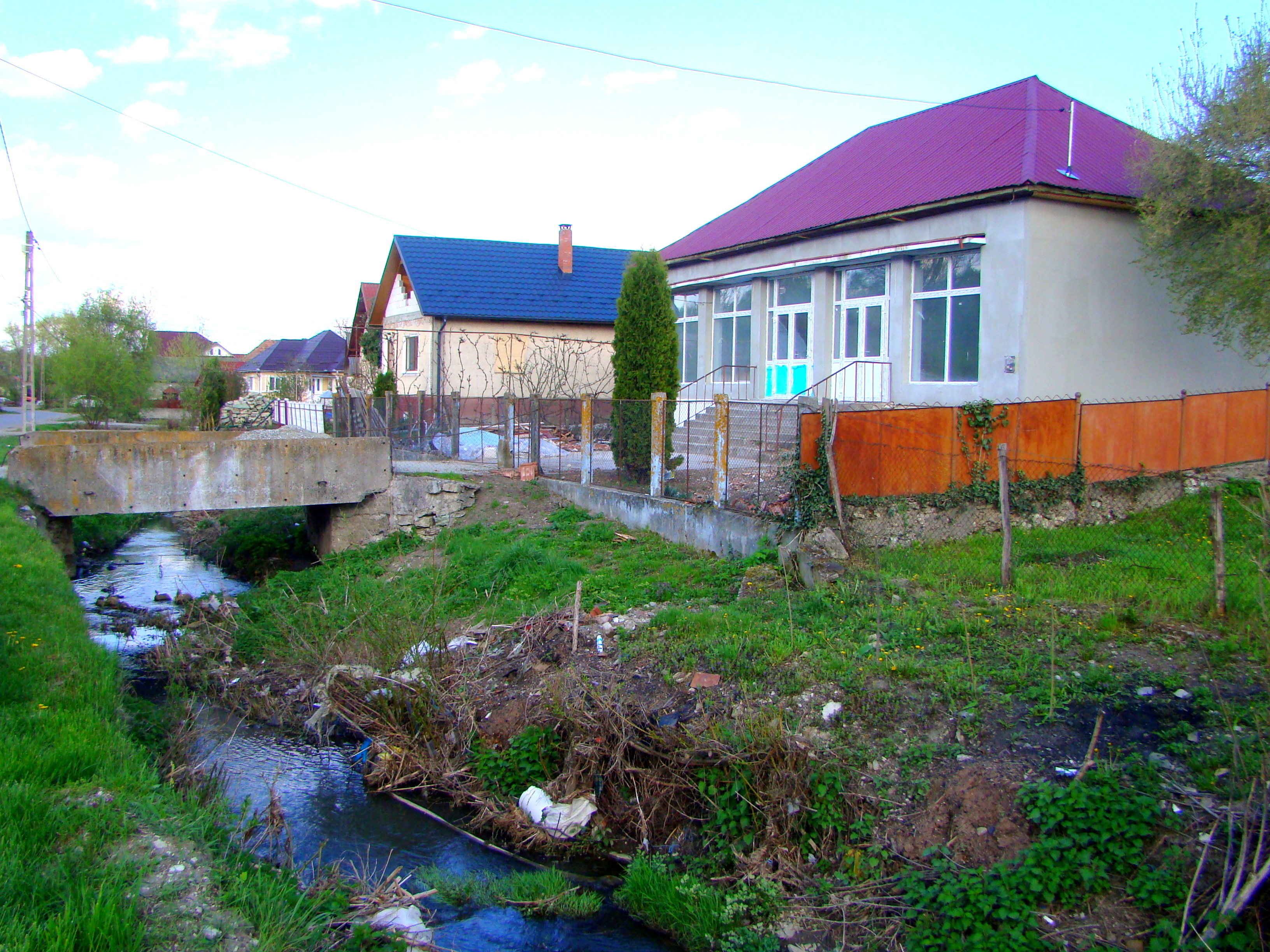
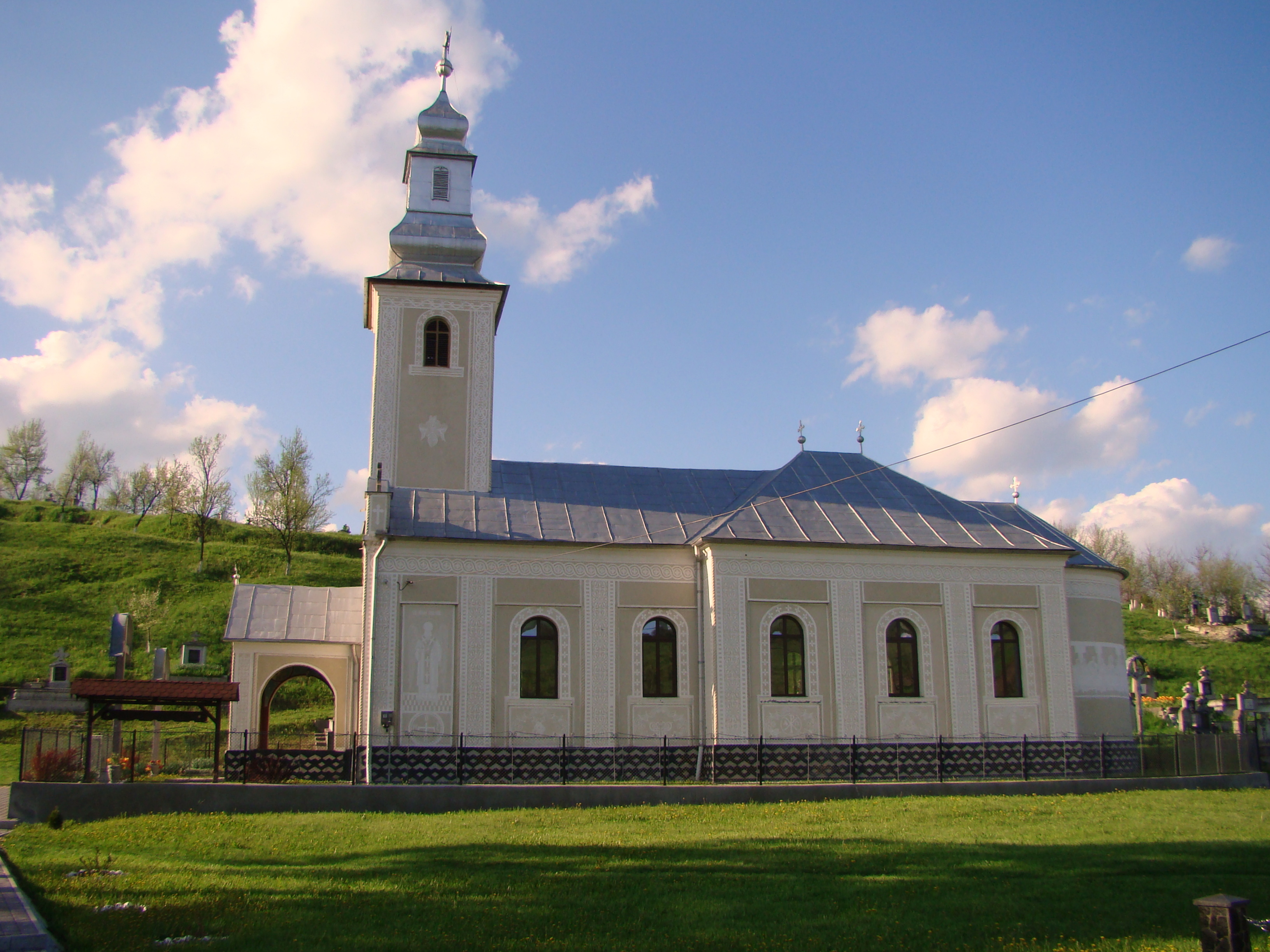
Biserica Sfinții Arhangheli (1887)
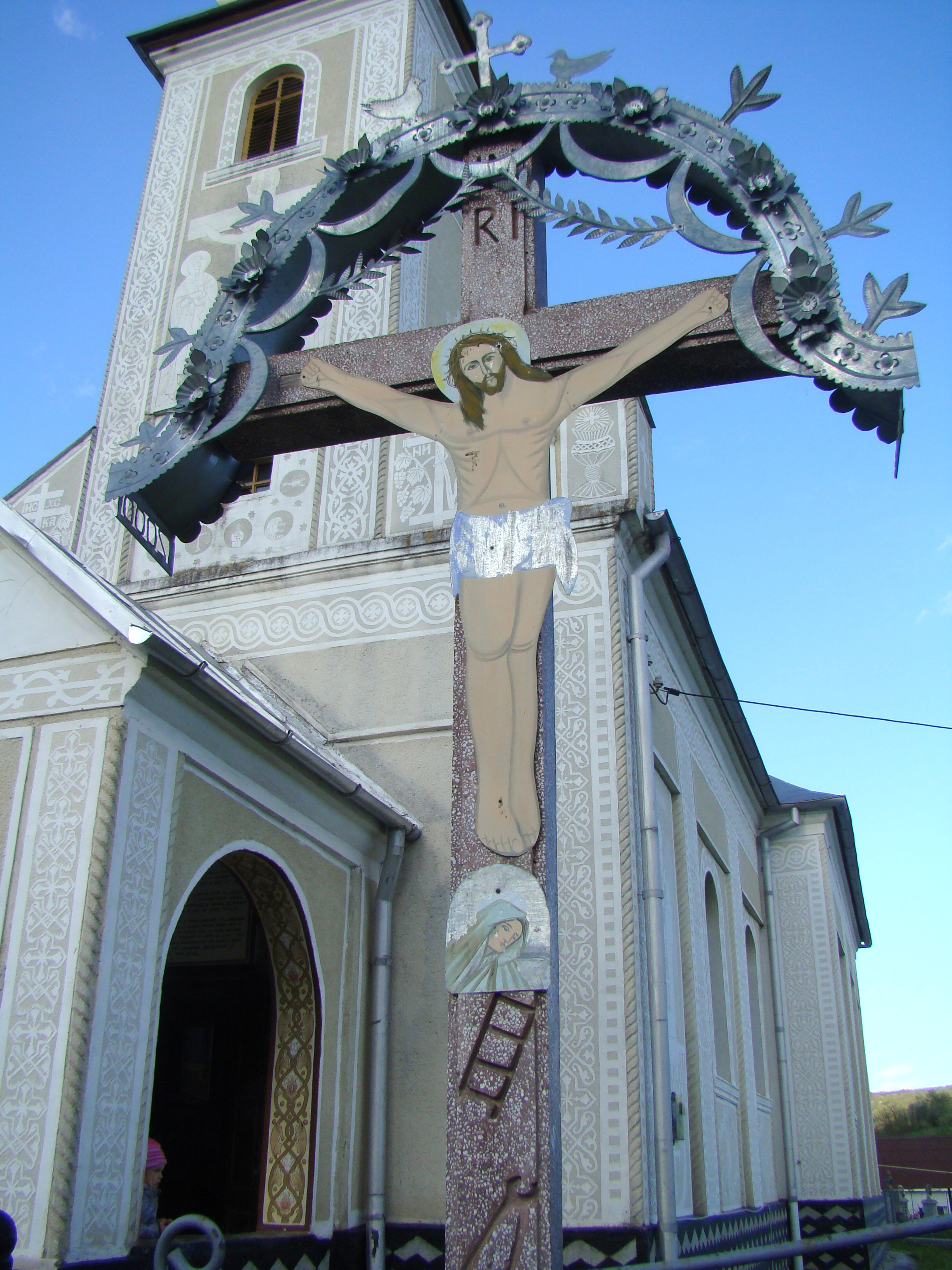
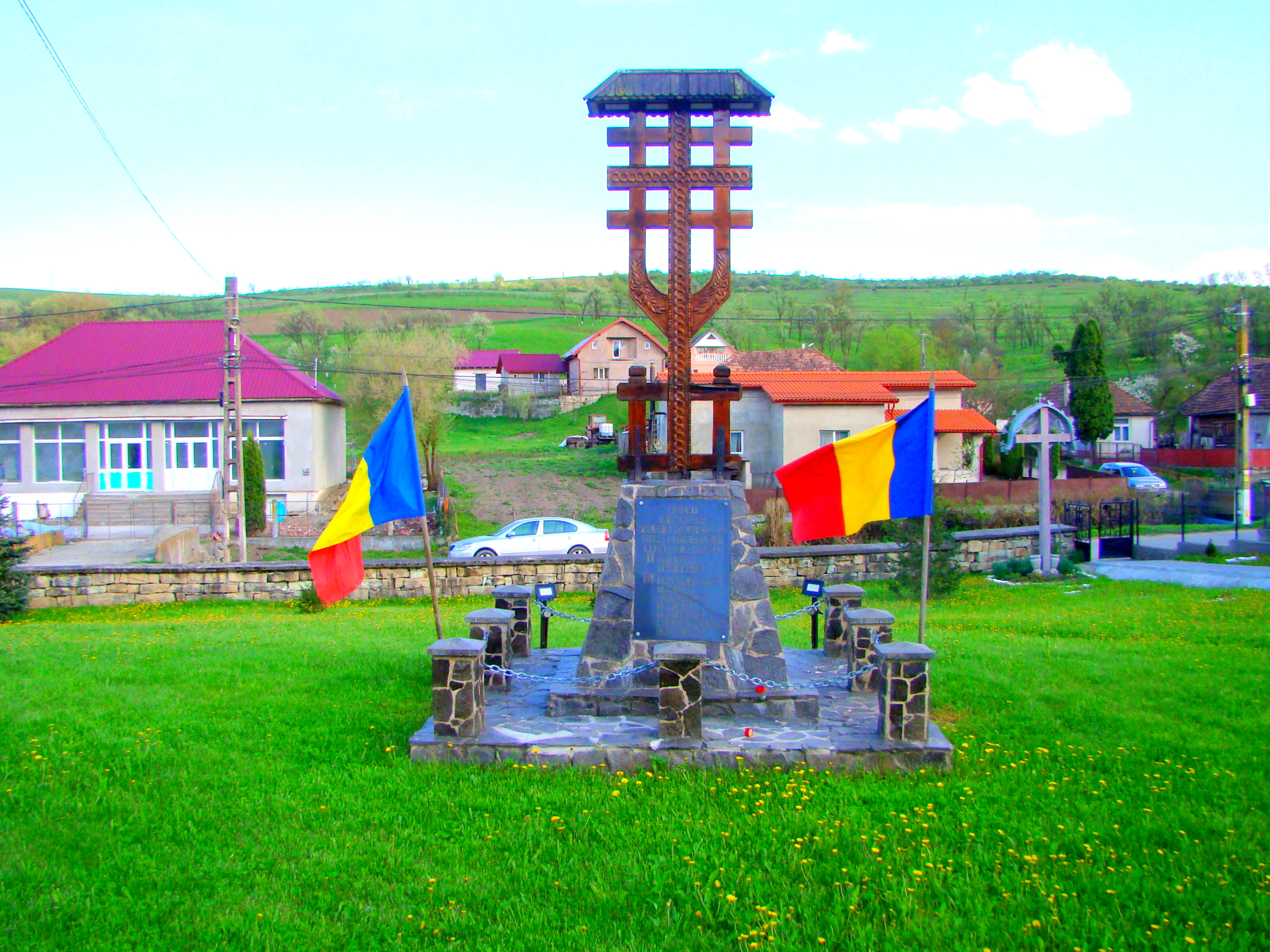
Monumentul eroilor
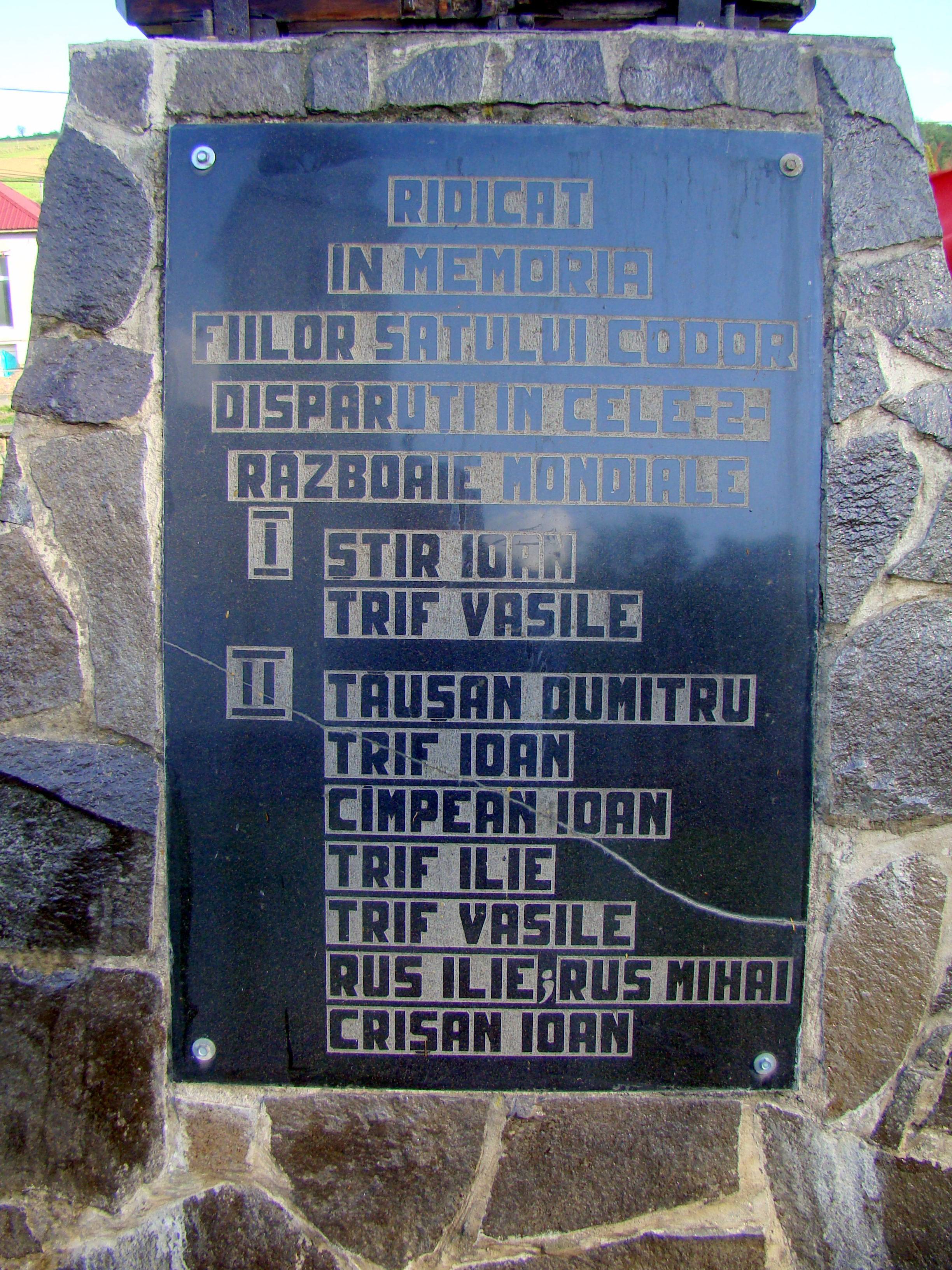
Monumentul eroilor (detaliu)
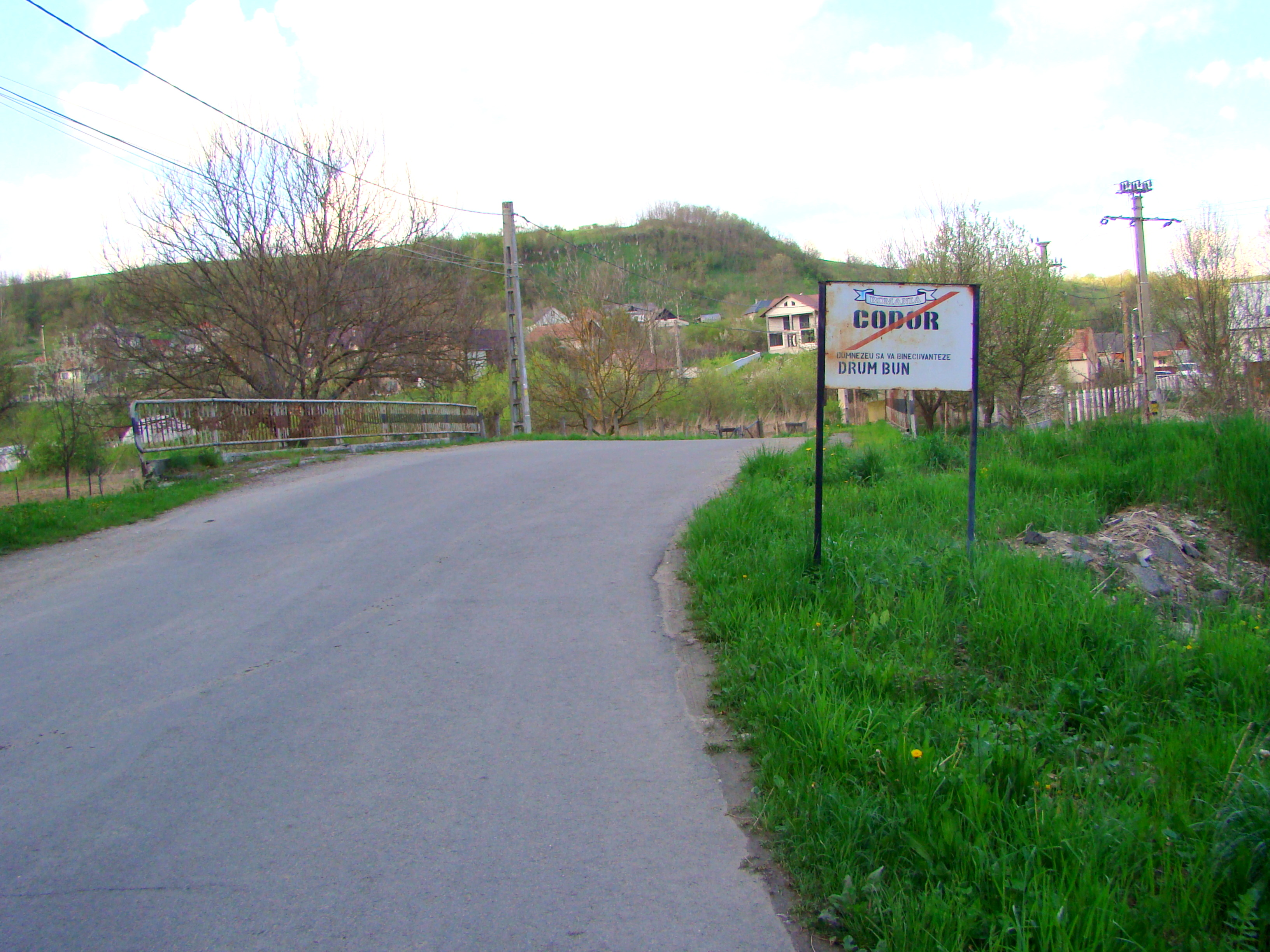
Ieșirea din localitate